# چن شی-سین
چن شی-سین (انگلیسی: Chen Shih-hsin؛ زادهٔ ۱۶ نوامبر ۱۹۷۸) تکواندوکار اهل تایوان است.
وی در مسابقات کشوری و بین‌المللی در مجموع برندهٔ ۶ مدال طلا شده‌است.